# The Speed Sisters
The Speed Sisters (traduït al català: "Les Germanes de la Velocitat") és un equip d'automobilisme palestí, íntegrament format per dones, que competeix en el circuit professional de curses de cotxe de Cisjordània.

## Trajectòria
L'equip es formà l'any 2009 amb el suport del Consolat britànic de Jerusalem. Ja que el consolat havia finançat un dels cotxes de curses, l'equip el decorà amb la bandera palestina i la britànica. L'any 2010, Karen McLuskie, representant del consolat britànic i responsable de l'esforç britànic per patrocinar les curses automobilístiques de dones en territoris palestins, digué que creia que el següent any «seria l'any de les Speed Sisters. Mostraran més poder i més dones s'uniran a l'equip». Les dones competeixen en curses regulars contra homes, inclosa la Speed Test, una cursa anual que començà l'any 2005.
La capitana, Suna Aweidah, descrigué l'equip de curses com «un somni fet realitat», tot i que reconegué que la seva «família no estigué contenta que comencés a participar en aquest tipus d'esport». La integrant de l'equip Mona Ennab presumí que fos «la primera noia que fes la cursa a Palestina». El president de la Federació Palestina d'Esports de Motor, Khaled Khadoura, digué que les dones són competidors seriosos, i que estava «molt orgullós de veure les nostres dones joves agafant avui un interès per la conducció de competició de cotxes, i entrenant per tal de millorar». Una de les membres resultà entre els deu millors pilots del circuit palestí.
L'equip, el qual ja ha trencat estereotips en un societat masclista, segueix avançant en aquesta línia donant la benvinguda a Sahar Jawabrah, la seva primera membre que porta hijab. Conscient dels requisits de seguretat, quan circula es cobreix el hijab amb un casc. Però no en tots els barris s'aplaudeix la idea d'un dona competint en curses d'automobilisme. Amb l'augment de la popularitat de les curses d'automobilisme en el món món musulmà, alguns clergues ho condemnen per frívol i no-islàmic. D'altres ho consideren hàram, és a dir, prohibit segons la llei islàmica. Un botiguer de Ramal·lah digué a un reporter que no és un esport apropiat per a la societat palestina, i que ell, «no permetria a la meva muller, la meva germana o la meva filla que fes curses».
L'any 2013, Anthony Bourdain feu un passeig amb The Speed Sisters a la seva sèrie Parts Unknown.
L'any 2015, es rodà la pel·lícula documental Speed Sisters en la qual s'explicà les proeses de l'equip de curses.